# Flávio da Silva Ramos
Flávio da Silva Ramos (Rio de Janeiro, 14 april 1889 - aldaar, 14 september 1967) was een Braziliaanse voetballer.

## Biografie
Flávio was in 1904 een van de medeoprichters van Botafogo Football Club. Hij scoorde de eerste goal in de geschiedenis van de club. Op 30 mei 1909 scoorde hij maar liefst zeven keer tegen Mangueira, medespeler Gilbert Hime scoorde zelfs negen keer. In totaal werd het 24-0, de grootste overwinning ooit in een officiële wedstrijd in de geschiedenis van het Braziliaanse voetbal. Hij speelde tot 1913 voor Botafogo en werd er in 1907 en 1910 staatskampioen mee.